# Antentempel

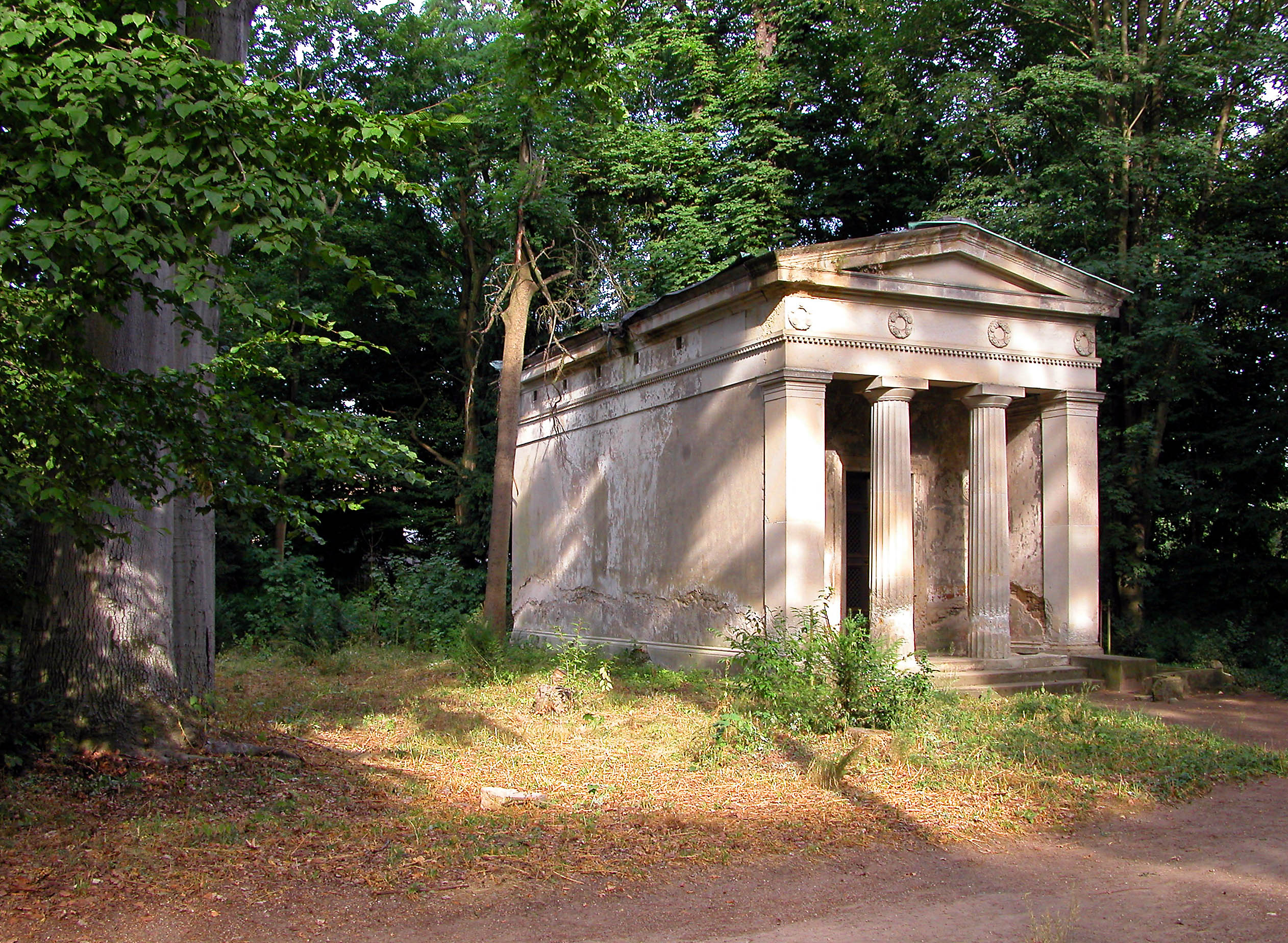
Gruft Ritzenberg im Schlosspark Nischwitz in Form eines dorischen Antentempels

Der Antentempel (lateinisch templum in antis) ist eine der ältesten und einfachsten Formen des griechischen Tempels. Er besteht aus einem rechteckigen Raum (Cella) mit Vorhalle (Pronaos). Die Vorhalle wird aus den Anten und zwei dazwischen angeordneten Säulen gebildet. Der Antentempel hat ein an Front und Langseiten umlaufendes Gebälk, wobei der Architrav oft durch eine weitere Steinschicht ersetzt wurde. Dies unterscheidet ihn vom Naos eines Ringhallentempels (Peripteros), bei dem das Gebälk des Pronaos meist an den Antenecken endet. Als Antentempel sind etwa das Schatzhaus der Athener in Delphi oder der Dionysostempel in Milet anzusprechen. Auch die Römer übernahmen den Bautyp, der daher mindestens bis ins 3. Jahrhundert im ganzen Mittelmeerraum verbreitet war.
Ein Tempel, an dessen Rückseite ebenfalls Anten vorhanden sind, die dort einen Opisthodom ohne eigenen Zugang zur Cella bilden, wird als Doppelantentempel bezeichnet. 
Fehlen die Säulenstellungen zwischen den Anten, spricht man von einem Astylos. Wird dem Antentempel eine Säulenreihe vorgestellt, wobei die Anten entfallen können oder durch flankierende Säulen ersetzt werden, spricht man von Prostylos. Wird auch die Rückseite eines Doppelantentempels mit einer Säulenreihe versehen, spricht man von Amphiprostylos (z. B. Niketempel in Athen um 430 v. Chr.)

Antentempel
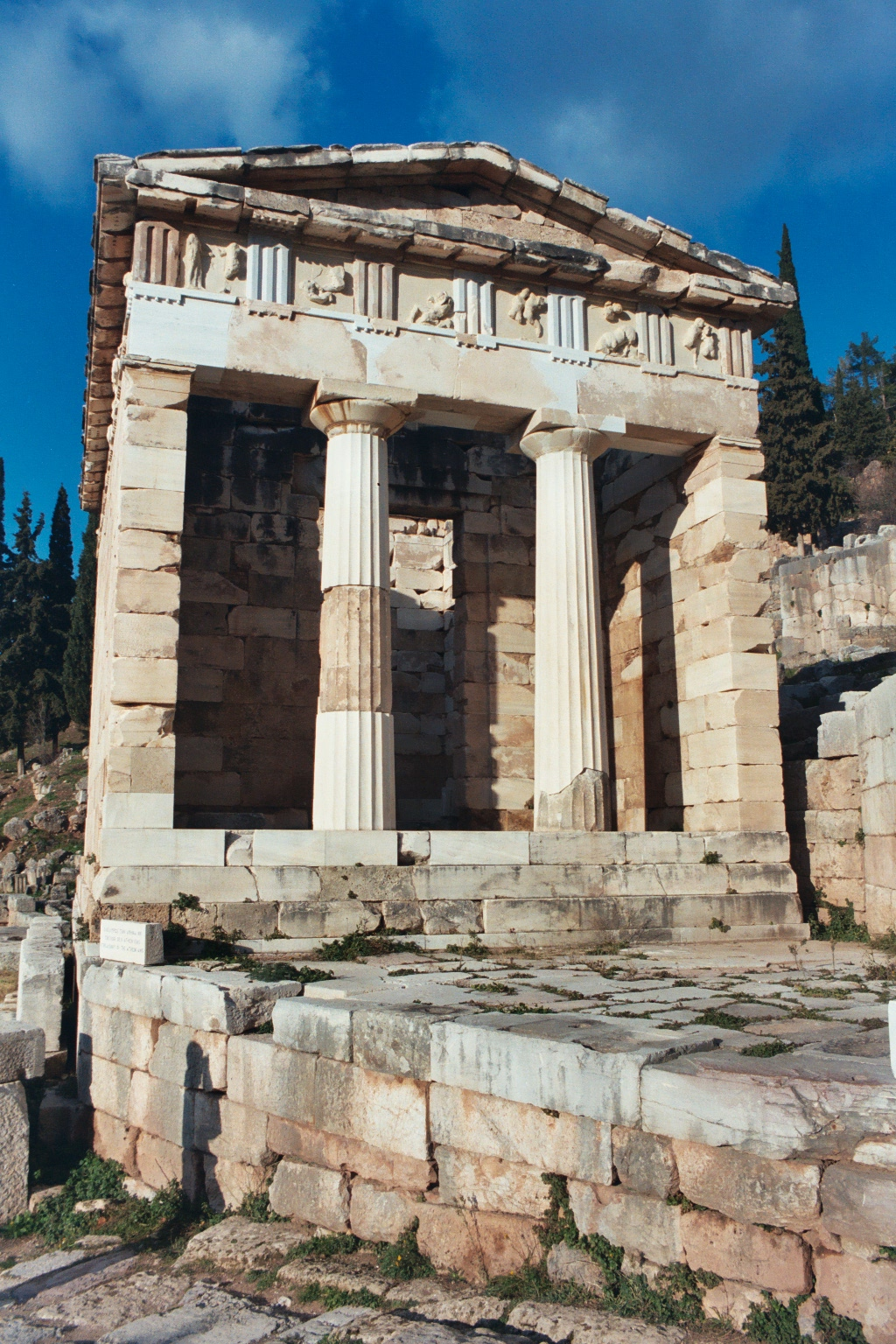
Schatzhaus der Athener in Delphi.